# Kapo (cantante colombiano)
Juan David Loaiza Sepúlveda (Zaragoza, Colombia, 15 de diciembre de 1997), conocido artísticamente como Kapo, es un cantante y compositor colombiano de los géneros Afrobeat y reguetón.

## Carrera musical
Kapo nació en Zaragoza, cerca de Medellín y se crio en El Cabuyal, un corregimiento del municipio de Candelaria cerca a Cali. Su nombre artístico proviene de un apodo de su padre. Desde pequeño se interesó por la música tradicional colombiana, lo que le llevó a escribir su primera canción “Yo tengo un sueño” con 13 años. A los 16 se mudó a la capital, Bogotá, donde buscó oportunidades para su carrera musical. Allí participó en el reality show de imitaciones Yo Me Llamo, imitando al rapero puertorriqueño Cosculluela.
En 2019 fue descubierto por la productora musical La Industria Inc., casa de artistas como Manuel Turizo o Nicky Jam. Le permitió conocer a otros artistas consagrados en el género y sacar música regularmente.
Lanzó sus primeros éxitos internacionales en 2024, con canciones de estilo Afrobeat. Su canción “Ohnana” logró posicionarse en las clasificaciones de Hot Latin Songs y Billboard Global 200, al igual que su tema “UWAIE”, que se viralizó rápidamente en la red social TikTok.

## Discografía

#### Como artista principal
| Título                  | Año  | Mejor posición en listas | Mejor posición en listas | Mejor posición en listas | Mejor posición en listas | Mejor posición en listas | Mejor posición en listas | Mejor posición en listas | Mejor posición en listas | Mejor posición en listas | Mejor posición en listas | Certificaciones | Álbum                      |
| Título                  | Año  | USA Bub.                 | USA Latin                | BOL                      | CHI                      | COL                      | ECU                      | ESP                      | GLO                      | ITA                      | PER                      | Certificaciones | Álbum                      |
| ----------------------- | ---- | ------------------------ | ------------------------ | ------------------------ | ------------------------ | ------------------------ | ------------------------ | ------------------------ | ------------------------ | ------------------------ | ------------------------ | --------------- | -------------------------- |
| «Ohnana»                | 2024 | —                        | —                        | —                        | —                        | —                        | —                        | 3                        | —                        | —                        | —                        | 4× Platino      | Sin álbum                  |
| «UWAIE»                 | 2024 | —                        | —                        | —                        | —                        | —                        | —                        | 2                        | —                        | —                        | —                        | 1× Oro          | Sin álbum                  |
| «ALOH ALOH»             | 2025 | —                        | —                        | —                        | —                        | —                        | —                        | 25                       | —                        | —                        | —                        | —               | Sin álbum                  |
| «ILY» (con Myke Towers) | 2025 | —                        | —                        | —                        | —                        | —                        | —                        | 14                       | —                        | —                        | —                        |                 | Sin álbum                  |
| «X TI» (con Feid)       | 2025 | —                        | —                        | —                        | —                        | —                        | —                        | —                        | —                        | —                        | —                        |                 | Por si alguien nos escucha |

#### Como artista invitado
| Título                                  | Año  | Mejor posición en listas | Mejor posición en listas | Mejor posición en listas | Mejor posición en listas | Mejor posición en listas | Mejor posición en listas | Mejor posición en listas | Mejor posición en listas | Mejor posición en listas | Mejor posición en listas | Certificaciones | Álbum                        |
| Título                                  | Año  | USA Bub.                 | USA Latin                | BOL                      | CHI                      | COL                      | ECU                      | ESP                      | GLO                      | ITA                      | PER                      | Certificaciones | Álbum                        |
| --------------------------------------- | ---- | ------------------------ | ------------------------ | ------------------------ | ------------------------ | ------------------------ | ------------------------ | ------------------------ | ------------------------ | ------------------------ | ------------------------ | --------------- | ---------------------------- |
| «Mochilera» (con Reykon)                | 2021 | —                        | —                        | —                        | —                        | —                        | —                        | —                        | —                        | —                        | —                        | —               | Sin álbum                    |
| «Qué pecao» (con Manuel Turizo)         | 2024 | —                        | —                        | —                        | —                        | —                        | —                        | —                        | —                        | —                        | —                        | 1× Platino      | 201                          |
| «Imagínate» (con Danny Ocean)           | 2024 | —                        | —                        | —                        | —                        | —                        | —                        | 12                       | —                        | —                        | —                        | 2× Platino      | Sin álbum                    |
| «A Veces A Besos (remix)» (con Greeicy) | 2024 | —                        | —                        | —                        | —                        | —                        | —                        | —                        | —                        | —                        | —                        | —               | Sin álbum                    |
| «Passoa» (con Jhayco)                   | 2024 | —                        | —                        | —                        | —                        | —                        | —                        | 36                       | —                        | —                        | —                        | 1× Oro          | Le Clique: Vida Rockstar (X) |
| «El Sticker» (con Criss y Ronny)        | 2024 | —                        | —                        | —                        | —                        | —                        | —                        | —                        | —                        | —                        | —                        | —               | La Moral                     |
| «Alma» (con Zaider)                     | 2024 | —                        | —                        | —                        | —                        | —                        | —                        | —                        | —                        | —                        | —                        | —               | Sin álbum                    |
| «Más Que Tu» (con Ozuna)                | 2025 | —                        | —                        | —                        | —                        | —                        | —                        | 39                       | —                        | —                        | —                        | —               | Herbolario                   |

## Premios y nominaciones
Premios Los 40 Music Awards
| Año  | Categoría(s)                     | Resultado | Ref.  |
| ---- | -------------------------------- | --------- | ----- |
| 2024 | Mejor artista o grupo revelación | Ganador   | [ 9 ] |